# 거제 다대산성
거제 다대산성(巨濟 多大山城)은 대한민국 경상남도 거제시 남부면 다대리의 해발 283m 산봉(山峰)에 위치하는 석축산성이다.
2018년 10월 25일 경상남도의 기념물 제295호로 지정되었다.

## 지정 사유
다대산성(多大山城)은 거제시 남부면 다대리의 해발 283m 산봉(山峰)에 위치하는 석축산성이다.
다대산성이 위치하고 있는 남부면 다대리 일대는 통일신라기에 송변현(松邊縣)이 설치되어 있었던 곳인 만큼 다대산성은 입지, 축성법, 출토유물 등을 감안해 볼 때 통일신라기에 있었던 송변현의 치소의 가능성이 크다.
따라서, 다대산성은 통일신라시대에 거제 송변현의 치소성으로 축조되어 유지되어 왔을 것으로 추정되는 문화재적인 가치가 큰 산성이므로 경상남도 기념물로 지정한다.

## 참고 문헌
- 거제 다대산성 - 국가유산청 국가유산포털